# Кочубеевка (Харьковская область)
Кочубеевка (укр. Кочубеївка), село, 
Токаревский сельский совет,
Дергачёвский район,
Харьковская область.
Код КОАТУУ — 6322082506. Население по переписи 2001 года составляет 161 (84/77 м/ж) человек.

## Географическое положение
Село Кочубеевка находится у истоков безымянной реки, которая через 6,5 км впадает в реку Лопань (левый приток), на реке много запруд, выше по течению в 0,5 км — село Шопино, ниже по теч в 4,5 км — пгт Прудянка, на расстоянии в 2 км расположены сёла Токаревка, Токаревка Вторая, Гоптовка.
На расстоянии в 5 км находится железнодорожная станция Платформа 747 км, в 4-х км проходит автомобильная дорога М-20.

## История
- 1861 — дата основания.
- В 1934 году совхозу было присвоено имя 17-го съезда ВКП(б), «съезда победителей».
- В 1940 году, перед ВОВ, в Кочубеевке было 24 двора и животноводческий совхоз имени XVII партсъезда.[1]
- Во время ВОВ на территории Дементиевки и Кочубеевки велись ожесточённые бои за освобождение данных сёл от немецкой оккупации.

## Экономика
- В селе есть молочно-товарная ферма.

## Объекты социальной сферы
- Фельдшерско-акушерский пункт.

## Достопримечательности
- Братская могила советских воинов. Похоронено 212 воинов.